# Pont Snowball
Le pont Snowball est un pont en béton traversant la rivière du Petit-Tracadie à Tracadie-Sheila, au Nouveau-Brunswick (Canada). Le pont est emprunté par la rue principale, l'ancienne route 11. Le pont a une longueur d'environ 75 mètres[réf. nécessaire].